# 特蕾西·查普曼
特蕾西·查普曼（英語：Tracy Chapman，1964年3月30日—）是一位美国创作歌手。她的嗓音醇厚苦美，独具特色，其最有名的单曲有"Fast Car"、"Give Me One Reason"等。曾四次获得格莱美奖。

## 簡介
特蕾西·查普曼生于美国俄亥俄州的克里夫兰，由其母亲抚养大。尽管家中贫困，出于女儿对音乐的喜爱，她母亲还是在她3岁时给她买了一把乌克丽丽。特蕾西·查普曼于8岁时开始写歌及弹奏吉它。